# إسحاق ولد المختار
إسحاق ولد المختار (1979 -) هو صحفي موريتاني مختطف في سوريا أثناء الحرب الأهلية السورية.

## حياته ونشأته
ولد إسحاق ولد المختار سنة 1979، ونشأ في مدينة العيون، حيث ترعرع وبدأد دراسته هناك درس الابتدائية والإعدادية ثم انتقل إلى العاصمة لمواصلة دراسته.

## مسيرته
عمل بالتلفزة الموريتانانية وقدم نشرات الأخبار، وبرز في تقديم البرامج الحوارية، حيث كان لبرنامجه «بصراحة» صدى واسع في الساحة المحلية في موريتانيا نظرا لما تميز به من الجرأة في الحوار وطرق المواضيع المسكوت عنها في المجتمع الموريتاني. غير أن الصحفي الشاب المتقد طموحا لم يصبر طويلا على سياسة التحرير في التلفزيون الحكومي في بلاده، حيث عانى من فرض القيود على برامجه مما اضطره إلى الاستقالة من منصبه في التلفزيون.
عمل بعد ذلك مختار في تلفزيون ميدي 1 سات بطنجة في المغرب ثم انتقل للعمل في موريتانيا كمراسل صحفي لنفس القناة التلفزيونية قبل أن يؤسس شركة «برولنس» للإنتاج الإعلامي. وهو يدير هذه الشركة التي ترتبط بعلاقات تعاون في مجال الإنتاج التلفزيوني مع العديد القنوات التلفزيونية ووكالات الأنباء الدولية.
- أصبح اسحاق بعد ذلك مراسلا لشبكة اسكاي انيوز

## اختطافه
أختطاف في الأراضي السورية يوم عيد الأضحى 15 أكتوبر 2013 من قبل أحد أطراف النزاع في سوريا رفقة مصور يعمل معه في نفس القناة قناة سكاي نيوز، اللبناني سمير كساب، وسائق سيارة كانا يستقلانها وهو سوري الجنسية.،
وكان الصحفيان وسائقهما اختفوا أثناء مهمة صحفية لهم في حلب حسبما ذكرت قناة "سكاي نيوز".
وناشد الاتحاد السلطات السورية، سرعة التحرك لضمان عودة آمنة لهؤلاء الصحفيين، الذين كانوا يؤدون واجبهم الصحفى، لتغطية الصراع الدائر في حلب.
رغم مرور أكثر من عشرة سنوات، أكد ناشطون أكراد إنه لا يزال على قيد الحياة.